# Ромен Ессе
Ромен Ессе (англ. Romain Esse, нар. 13 травня 2005, Ламбет) — англійський футболіст, півзахисник клубу «Крістал Пелес» та юнацької збірної Англії. Виступав також за клуб «Міллволл». Володар Кубка Англії.

## Клубна кар'єра
Ромен Ессе народився 2005 року в місті Ламбет, та є вихованцем футбольної школи клубу «Міллволл». У 2022 році Ессе розпочав грати в основній команді клубу, в якій виступав до 2025 року, взявши участь у 58 матчах чемпіонату. З 2025 року футболіст грає у складі клубу «Крістал Пелес». У складі лондонської команди Ессе в 2025 році став володарем Кубка Англії.

## Виступи за збірні
У 2023 році Ромен Ессе дебютував у складі юнацької збірної Англії, загалом на юнацькому рівні взяв участь у 23 іграх, відзначившись 3 забитими голами.

## Титули і досягнення
- Володар Кубка Англії з футболу (1):

«Крістал Пелес»: 2024–2025
- Володар Суперкубка Англії (1):

«Крістал Пелес»: 2025